# A storm in heaven
A Storm In Heaven es el primer álbum de estudio de la banda británica The Verve (llamada por ese entonces simplemente Verve). Fue lanzado en el mes de junio del año 1993.

## Resumen
Este álbum, tal como los primeros EP de la banda, contiene canciones llenas de efectos de guitarras y voces dobladas, las cuales dieron el aire psicodélico, característico de sus primeros días.
En canciones como «The sun, the sea» y «Butterfly» se escuchan varios efectos de guitarras, sumado a los experimetales sonidos de saxofón y trompeta. La letra de «Butterfly» tiene una clara referencia al llamado efecto mariposa (la canción «Catching the butterfly» del álbum Urban hymns es la continuación de ésta). 
Al igual que los otros álbumes de la banda, la portada de A storm in heaven contiene una enigmática obra de arte. La fotografía de la misma fue tomada en Thor's Cave, Staffordshire, Inglaterra. La parte trasera presenta un anciano de pie en un cementerio con rosas a sus pies.
Su segundo sencillo, «Slide away», llegó al primer puesto de las listas de indie rock. Debido al éxito obtenido, ganaron un lugar en el festival de rock alternativo Lollapalooza en 1994. La gira tuvo un saldo negativo, ya que Ashcroft tuvo que ser hospitalizado a causa de la deshidratación que le produjo una sobredosis de éxtasis, y Salisbury fue arrestado por destrozar una habitación de hotel en Kansas.
Después de la gira, la discográfica de jazz Verve demandó a la banda por infringir el copyright y los forzó a cambiar el nombre a The Verve.

## Lista de canciones
Todas las canciones escritas por The Verve menos las señaladas:
1. «Star Sail» – 3:59
2. «Slide Away» – 4:03
3. «Already There » – 5:38
4. «Beautiful Mind » – 5:27
5. «The Sun, The Sea » – 5:16
6. «Virtual World » – 6:20
7. «Make It 'Till Monday » – 3:05
8. «Blue» – 3:24
9. «Butterfly» – 6:39
10. «See You In The Next One (Have A Good Time)» [Ashcroft] – 3:07

## Personal
- Richard Ashcroft – voz principal y coros, guitarra acústica y percusiones
- Nick McCabe – guitarras, piano, acordeón y sintetizadores
- Simon Jones – bajo y coros
- Peter Salisbury – batería